# Bộ Địa tiền
Marchantiales là một bộ rêu trong ngành Rêu tản.

## Phân loại
- Aytoniaceae
- Cleveaceae
- Conocephalaceae
- Corsiniaceae
- Cyathodiaceae
- Exormothecaceae
- Lunulariaceae
- Marchantiaceae
- Monocarpaceae
- Monosoleniaceae
- Oxymitraceae
- Ricciaceae
- Targioniaceae
- Wiesnerellaceae